# 奥古斯特·兰德梅赛

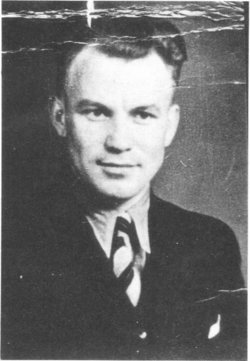
26歲的奥古斯特·兰德梅赛

奥古斯特·兰德梅赛（德語：August Landmesser，1910年5月24日—1944年10月17日）是德国汉堡布洛姆－福斯船厂的一名工人。1936年6月13日，海军训练船霍斯特·威塞尔号启航，奥古斯特拒绝行纳粹礼，他的举动被人拍了下来，因而使他闻名于世。

## 生平
奥古斯特·兰德梅赛是奥古斯特·弗朗茲·兰德梅赛和威廉明娜·麥達萊（Wilhelmine Magdalene，娘家姓 Schmidtpott）的独子。1931年，为了获取工作，他加入了纳粹党。1935年，因其与犹太妇女伊爾瑪·耶克勒订婚而被开除党籍。他们本来要在汉堡登记结婚了，但一个月后颁布的纽伦堡法案阻止了他们。1935年10月29日，兰德梅赛和耶克勒的第一个女儿英格麗德诞生了。
1937年，兰德梅赛和耶克勒试图逃往丹麦，但最終被捕。耶克勒再次怀孕，而1937年7月兰德梅赛被指控并被判违反纳粹种族法的“玷污种族”罪。兰德梅赛表示，无论是他还是耶克勒都不知道耶克勒是纯种的犹太人，1938年5月27日因证据不足而被无罪释放，并被警告再次犯罪将导致多年徒刑。此后这对夫妻继续公开他们的关系。1938年7月15日，兰德梅赛再次被捕，并被判在伯格莫爾集中营两年半。 
耶克勒被盖世太保拘留，并被关押在富爾斯比特爾监狱。在那儿她生下第二个女儿伊瑞妮。之后，她被送到了奥拉宁堡集中营、利希滕堡集中营妇女部、拉文斯布吕克女子集中营。他们的孩子最初被带到城市福利院。英格麗德后来被允许与她外婆同住；伊瑞妮在1941年去了养父母家。在外婆于1953年去世后，英格麗德也被安置到养父母家。直到1942年1月，伊爾瑪·耶克勒还来过几封信。据信1942年2月，伊爾瑪·耶克勒被带到贝恩堡安乐死中心，与其他14,000多人被同时杀害。在二战后的档案中，1949年她被宣布在法律意义上死于1942年4月28日。
与此同时，1941年1月19日，兰德梅赛出狱。他担任普斯特运输公司（Püst）的领班。该公司在瓦尔内明德的亨克爾公司（Heinkel-Werke）有一个分部。1944年2月，他被编入惩教营——第999师步兵師。其于1944年10月17日在克罗地亚的战斗中被宣布失踪。同耶克勒一样，1949年，兰德梅赛被宣布死亡。
1951年夏，奥古斯特·兰德梅赛和伊爾瑪·耶克勒的婚姻关系被汉堡参议院追认。同年秋天，英格麗德继承了姓氏兰德梅赛，而伊瑞妮继续使用姓氏耶克勒。

## 後續

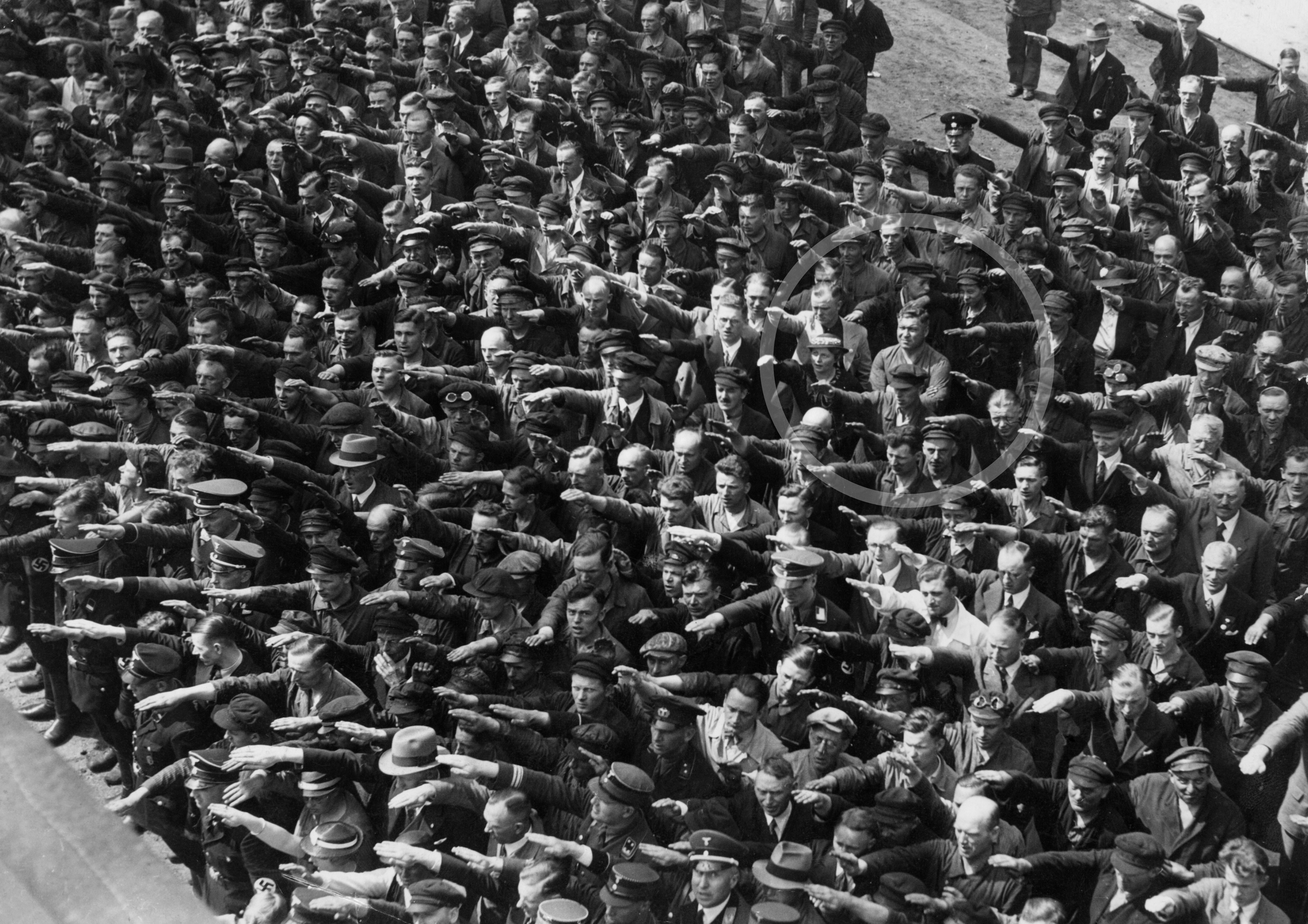
在这张著名的照片中，被认为是奥古斯特·兰德梅赛的男子拒绝行纳粹礼

1996年，奥古斯特·兰德梅赛的女兒伊瑞妮·耶克勒出版了著作《1935年-1958年的监护文件：一个受“玷污种族”罪迫害的家庭》（德語：Die Vormundschaftsakte 1935–1958: Verfolgung einer Familie wegen "Rassenschande"）。这本书记述了有关她的家庭故事，包括了大量的原始档案。
在1991年3月22日出版的《时代周报》上，奥古斯特·兰德梅赛从一张1936年6月13日拍摄的照片中被辨认出来。这张照片记录了汉堡布洛姆－福斯船厂为海军训练船霍斯特·威塞尔号出航举行的一次大型工人集会。在照片中几乎所有人都举起了手臂行纳粹礼，但在人群后面有一个人冷冷地站在那里，双手交叉在胸前，明显与众不同。照片中还有其他几个人没有行纳粹礼，但不像兰德梅赛那么明显。